# Bitka za Banju Koviljaču
Bitka za Banju Koviljaču vodila se od 1. do 6. rujna 1941. između četnika i partizana s jedne i Nijemaca s druge strane tijekom Drugog svjetskog rata, neposredno nakon oslobođenja Loznice 31. kolovoza 1941. Napad na Nijemce u Banji Koviljači bila je prva velika bitka između Srba i Nijemaca od kraja Travanjskog rata. Jadarski četnički odred napao je Nijemce, koji su 3. rujna 1941. dobili pojačanje. Nijemci su s Hrvatima iz Bosne vršili demonstrativne napade prema Loznici. No, četnicima je pristiglo i pojačanje iz Cerskog četničkog odreda, koji je izvodio demonstrativne napade prema Šapcu, s ciljem da osujeti kretanje Nijemaca prema njihovom ugroženom bataljonu u Banji Koviljači. U tim borbama Nijemci su prvi put upotrijebili avijaciju protiv srpskih ustanika u Srbiji. Dana 6. rujna 1941. Nijemci su se povukli iz Banje Koviljače. U tim borbama četnici su istovremeno branili prilaz Loznici iz pravca Valjeva, a zatim se odigrala bitka na Zavlaci. U isto vrijeme četnici su napali Nijemce i u Krupnju i nakon tri dana borbi oslobodili i ovo mjesto. U pobjedama kod Loznice, Banje Koviljače, Zavlake i Krupnja oslobođen je velik dio Podrinja, što je ohrabrilo srpske ustanike. U narednom razdoblju četnici se povezuju sa svojim snagama u Šumadiji, čime su završene pripreme za četnički napad na Valjevo i nastup jačih četničkih snaga u dolini Zapadne Morave (Čačak, Kraljevo, Kruševac). Također, u narednom periodu Cerski četnički odred je krenuo prema Mačvi s ciljem napada na Nijemce u Šapcu.

## Reference
1. ↑  С. Пајић. 4. 9. 2011. Деценијама палио свећу заборављеном хероју (srpski). Blic. Pristupljeno 23. 12. 2014.. У ослобођењу Бање Ковиљаче први пут су заједно деловали четници и партизани Provjerite vrijednost datuma u parametru: |access-date= i |date= (pomoć)